# Günther Ziesel
Günther Ziesel (* 7. Juli 1941 in Graz, Steiermark; † 12. Mai 2022) war ein österreichischer Journalist, Fernsehmoderator und Intendant des ORF-Landesstudios Steiermark.

## Leben
Der promovierte Jurist (Universität Graz) begann seine Tätigkeit beim ORF-Landesstudio Steiermark schon während seines Studiums im Jahr 1960. Anschließend arbeitete er in der innenpolitischen Redaktion des ORF-Fernsehens. 1974 bekam er mit seiner Unterhaltungsshow Tip einen Samstagabend-Sendetermin. Diese Eurovisionssendung wurde mit dem ZDF und der SRG gemeinsam produziert. Auch die neu eingeführte ZiB 2 wurde von ihm in den Jahren 1975 bis 1981 präsentiert. Außerdem war er bis 1990 Chefredakteur des steirischen ORF-Landesstudios und von 1990 bis 1994 Landesintendant.
Ab 1982 präsentierte er das bis zum 30. Jänner 2010 im ORF ausgestrahlte Alpen-Donau-Adria-Magazin 14-täglich im Samstagsprogramm. Es handelte sich um eine internationale Koproduktion mit RAI Triest und Bozen, RTSI Lugano, BR München, TV Slowenien, TV Kroatien und MTV Pécs. Gerade in dieser Sendung zeigte Ziesel Völkerverbindungen über sprachliche und geografische Barrieren hinweg.
Weitere Sendereihen waren die ORF-Pressestunde (1995–2002) und das Europa-Panorama (2001–2002). Ziesel wurde als dem bürgerlichen Lager nahestehend gesehen.
Ehrenamtlich war er im Vorstand der Special Olympics Austria und in der Stiftung von Karlheinz Böhm Menschen für Menschen tätig. Auch in kulturellen Organisationen engagierte Ziesel sich. So war er Präsident der Steirischen Gesellschaft der Musikfreunde und des Grazer Symphonischen Orchesters. In letzterer Funktion arbeitete er eng mit dem italienischen Dirigenten Fabio Luisi zusammen, der von 1990 bis 1996 künstlerischer Direktor der Symphoniker war. Ziesel war auch Vizepräsident der Accademia Belcanto – Akademie des schönen Gesanges.
Günter Ziesel verstarb in der Nacht zum 12. Mai 2022.

## Auszeichnungen
- 2012: Jörg-Haider-Medaille[5]
- 2017: Großes Goldenes Ehrenzeichen des Landes Steiermark[1][6][7]
- 2019: Goldenes Doktordiplom der Universität Graz[8]
- 2022: Großes Goldenes Ehrenzeichen des Landes Steiermark mit dem Stern[1][6][7]